# John D. Eshelby
John Douglas Eshelby (21 de diciembre de 1916 – 10 de diciembre de 1981), conocido como Jock Eshelby, fue un físico, científico de materiales y matemático aplicado británico, famoso por sus contribuciones pioneras en el campo de la mecánica de sólidos, particularmente en el área de la mecánica de defectos en sólidos. Su trabajo avanzó significativamente la comprensión de cómo defectos como dislocaciones, inclusiones y grietas afectan las propiedades mecánicas de los materiales. 

## Biografía
Eshleby nació en Puddington, en Cheshire. Era hijo del capitán Alan John Eshelby y de Phoebe Mason-Hutchinson. Se educó en Eastbourne, en el sur de Inglaterra, pero cuando tenía 13 años cayó enfermo de fiebres reumáticas, y hubo de guardar cama durante un año. La enfermedad le dejó secuelas graves en el corazón, y siempre tendría una salud débil. A consecuencia de ello, en vez de ser enviado a estudiar al prestigioso internado Charterhouse School, recibió su educación secundaria de mano de tutores privados, sobre todo el maestro de escuela y el párroco de Farrington Gurney, en Somerset, a donde su familia se había mudado. Eshelby se acostumbró a estudiar por su cuenta, y desarrolló particular interés por los estudios de idiomas y de ciencias naturales.
Pese a su irregular educación, consiguió una plaza de estudiante en el departamento de física de la Universidad de Bristol, de donde se graduó con honores en 1937. Pasó a trabajar en el laboratorio de H.W.B Skinner y W. Sucksmith en esa misma universidad, donde trabajó en magnetismo y espectrografía de rayos X en sólidos.
Sus estudios fueron interrumpidos por el estallido de la Segunda Guerra Mundial. Debido a sus problemas de salud, Eshelby no sirvió en el frente, sino que sirvió primero en el Almirantazgo, donde trabajó en la desmagnetización de barcos, y a partir de 1940 en la Rama Técnica de la Royal Air Force. Entre 1941 y 1942 trabajó en la Unidad de Desarrollo de la Guarda Costera, llevando a cabo ensayos en el desarrollo de radares aire-tierra. El resto de su carrera militar trabajó en el servicio de radares, hasta que tras la guerra pasó en 1945 al servicio histórico para compilar informes de guerra, y fue finalmente desmovilizado en 1946 con el rango de líder de escuadrón. 
Después de la guerra, Eshelby volvió a Bristol, donde se doctoró en 1950 bajo la dirección de Nevill Mott y de Charles Frank. Al contrario que antes de la guerra, Eshelby decidió hacer su trabajo doctoral en física teórica, para lo cual había aprendido de manera autodidacta matemáticas aplicadas y física teórica durante la guerra. Fue bajo la dirección de Frank que Eshelby se familiarizó con la naciente teoría de las dislocaciones cristalinas. Sus primeros artículos se centraron en el problema de la movilidad de las dislocaciones, donde sentó las bases de posteriores desarrollos teóricos y experimentales al señalar la imposibilidad de que estos defectos superaran la velocidad del sonido.
En 1951 se desplazó a la Universidad de Illinois en Urbana para trabajar con W.T. Read, Frederick Seitz  y William Shockley. Allí trabajó en el desarrollo de la analogía electromagnética en sólidos, un aspecto matemático de las ecuaciones que gobiernan el comportamiento de los sólidos que permitía tratarlos con técnicas desarrolladas para la electrodinámica relativista. También trabajó en el estudio de defectos puntuales en sólidos, ofreciendo el primer tratamiento teórico de sus interacciones, y de su efecto en las propiedades macroscópicas de los materiales.
La prematura muerte de su padre en 1952 lo obligó a volver a Inglaterra en 1953, donde en 1954 fue contratado como profesor (lecturer) en el departamento de Metalurgia de la Universidad de Birmingham, por entonces encabezado por Alan Cottrell. Fue durante este período donde realizó sus contribuciones más influyentes. Estudió los posibles efectos termomecánicos en plasticidad, demostrando su improbabilidad. Desarrolló la teoría continua de dislocaciones, y sentó las bases del llamado tensor de Eshelby, la relación entre energía y momento interno en sólidos. También desarrolló la teoría de la inclusión plástica y de la inhomogeneidad en un artículo que continúa siendo uno de los 100 artículos científicos más citados de la historia. La metodología que desarrolló para este fin sentó las bases de la moderna mecánica de sólidos. 
Eshelby era una persona muy privada y modesta. Evitaba atraer toda atención para sí y no estaba interesado en acumular honores ni responsabilidades administrativas, lo que afectó negativamente lo que debería haber sido una meteórica carrera académica. Al no ser seleccionado en 1963 para una cátedra en Birmingham, en gran medida por su falta de apoyos internos (la cátedra la consiguió Raymond Smallman, 1929-2015), decidió dejar Birmingham desilusionado ante la falta de perspectivas laborales, y en 1964 aceptó un puesto de profesor visitante en el departamento de Física de la Universidad de Cambridge, por entonces dirigido por su antiguo director de tesis Nevill Mott. Fue nombrado fellow del Churchill College, donde residió entre 1964 y 1965. 
Sin embargo, sintiéndose incómodo con su situación en Cambridge, que requería muchas horas de clase y ofrecía poco apoyo para investigar, en 1966 dejó su puesto y aceptó una plaza de profesor adjunto (reader) en la Universidad de Sheffield, donde trabajaban su colega Bruce A. Bilby y su antiguo estudiante de doctorado Alan N. Stroh. En 1971 fue nombrado catedrático en el departamento de Metalurgia de esa misma universidad, donde continuaría hasta su fallecimiento. Durante su etapa en Sheffield, se interesó por los problemas de mecánica de la fractura, donde su enfoque mecanístico y su uso del tensor de Eshelby fueron determinantes en establecer los balances energéticos que gobiernan la propagación de grietas. Generalizó gran parte de su obra anterior, y empezó a trabajar en cristales líquidos. En 1974 fue elegido fellow de la Royal Society, cuando era ya reconocido como la mayor autoridad mundial en la mecánica de sólidos; en 1977 se le concedió la medalla Timoshenko, el mayor reconocimiento en su campo.
Eshelby nunca se casó, y vivió modestamente, viajando a menudo para visitar a su familia u otras universidades. Aunque jamás fue un profesor entusiasta, preparaba sus clases con esmero. Era un experto políglota, y hablaba Ruso, Francés, Italiano, Español, Latín, Griego, Sánscrito y Chino. Aquejado siempre de problemas cardíacos, murió de manera repentina en 1981 a los 65 años de edad.

## Contribuciones
El trabajo de Eshelby se caracteriza por su rigor matemático y su relevancia práctica para la ciencia y la ingeniería de materiales. Sus percepciones han tenido impactos duraderos en varios campos, incluyendo la ciencia de materiales, la ingeniería mecánica y la geofísica. Sus contribuciones todavía son ampliamente citadas y forman la base de muchos estudios de investigación modernos en estas áreas. 
Las tres principales contribuciones científicas de Eshelby son las siguientes:
1. Problema de la Inclusión de Eshelby: Eshelby fue el primero en definir el concepto de inclusión plástica, que definió como una region de un medio material sometida a un transformación interna. En 1957 desarrolló una solución fundamental al problema de una inclusión elipsoidal en un medio elástico infinito. Este trabajo es crucial para entender el comportamiento de los materiales compuestos, aleaciones, y fallas, y tiene aplicaciones en campos que van desde la sismología y geofísica[2] hasta la ciencia de materiales.[3][4]
2. Tensor de Eshelby: Introdujo el concepto del tensor de Eshelby, una construcción matemática que describe cómo una inclusión o defecto altera el campo de tensión dentro de un material. Este tensor es una piedra angular en el estudio de la micromecánica y el comportamiento de materiales heterogéneos.[5]
3. Desarrollos teóricos sobre dislocaciones[6][7] y grietas:[8] Eshelby hizo contribuciones teóricas significativas para entender el comportamiento de las dislocaciones (defectos en estructuras cristalinas) y las grietas en materiales. Su trabajo sobre el balance de energía[8] y la mecánica[6] de estos defectos ha sido instrumental en los campos de la mecánica de la fractura[9] y cristalografía.

La obra de Eshelby fue fundamental para el desarrollo matemático de la teoría de dislocaciones. Identificó las dislocaciones como el unidad fundamental de la deformación plástica, y supo generalizarlas a otros tipos de defectos, dando pie a la teoría de la inclusión plástica que lleva su nombre. De esta forma, su obra fue fundamental para el tratamiento matemático de la deformación y el fallo de los sólidos cristalinos, y se demostró profundamente influyente tanto en ingeniería como en geofísica y sismología, donde su obra continúa siendo citada frecuentemente. 